# Liste von Speisefischen

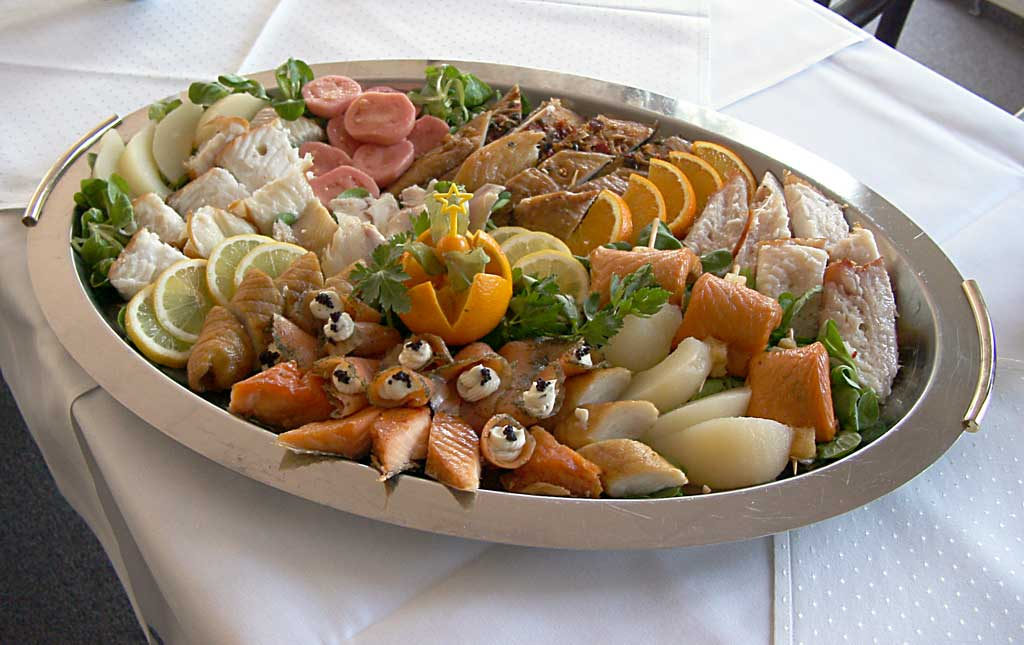
Fischplatte

Die Liste von Speisefischen listet Speisefische auf.
- Aalartige
  - Aale
- Ayu
- Barschartige
  - Adlerfisch, auch Umberfisch
  - Blaufisch, auch Blaubarsch
  - Brauner Zackenbarsch
  - Flussbarsch, Egli
  - Goldmakrele
  - Meerbarbe, auch Seebarbe
  - Goldbrasse, auch Dorade
  - Streifenbrasse
  - Viktoriabarsch (Nilbarsch)
  - Barramundi
  - Wolfsbarsch
  - Roter Schnapper, auch Red Snapper
  - Tilapia (Buntbarsch)
  - Barracudas
  - Echter Bonito
  - Makrele
  - Schwertfisch
  - Thunfische
  - Zander
- Dorsch
  - Kabeljau
  - Alaska-Pollack, auch Alaska-Seelachs
  - Köhler, auch Seelachs
  - Schellfisch
  - Hoki
  - Wittling, auch Merlan
- Forellenartige
  - Bachforelle
  - Coregonus, Bezeichnung für Renke, Felchen und Maräne
  - Huchen
  - Regenbogenforelle
  - Saiblinge
  - Atlantischer Lachs
  - Pazifische Lachse
- Gotteslachs
- Hecht
- Heringsartige
  - Sardelle
  - Sardine
  - Sprotte
  - Hering
- Karpfenfische
  - Brachse, auch Blei
  - Karpfen
  - Schleie
- Knurrhahn
- Kugelfisch, japanischer „Fugu“
- Petersfisch (auch Heringskönig)
- Plattfische
  - Scholle
  - Flunder
  - Heilbutt
  - Schwarzer Heilbutt
  - Kliesche
  - Rotzunge
  - Steinbutt
  - Seezunge
- Rotbarsch
- Seeteufel
- Steinbeißer
- Stör
  - Belugastör
- Welse
  - Wels, auch Waller
  - Katzenwels
  - Pangasius